# Plataforma (militar)

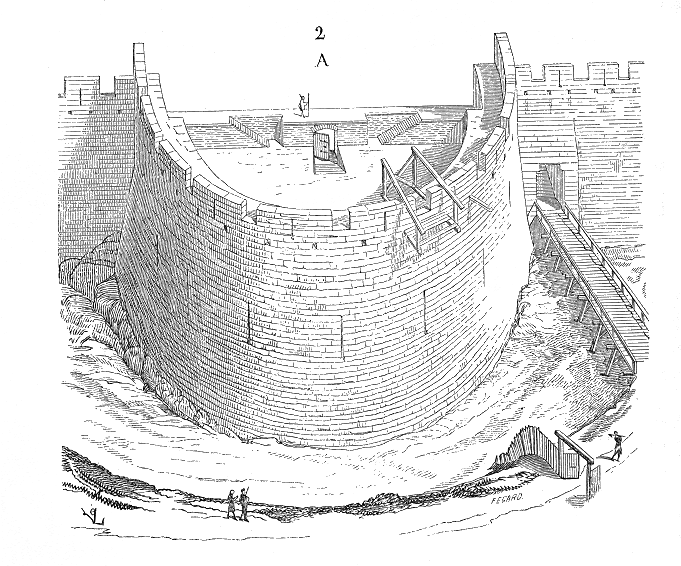
Plataforma de una barbacana

En arquitectura militar, se llama plataforma a la parte superior de una obra de fortificación de cal y canto, que contiene varios pisos y bóvedas. Así se dice plataforma de una torre, de un reducto, etc. 
Las fortificaciones que tienen plataforma casi siempre tienen matacanes y parapetos con troneras. La plataforma se distingue del caballero, en que este suele construirse en los baluartes y la plataforma sobre el terraplén de la muralla o cortina. 